# RPG Maker
RPG Maker, được biết đến ở Nhật Bản với tên RPG Tsukūru (RPGツクール đôi khi được La Mã hóa là RPG Tkool), là tên của một loạt các chương trình để phát triển trò chơi video nhập vai (RPG), được tạo ra và hoàn thành bởi nhóm Nhật ASCII và công ty Enterbrain. Tên tiếng Nhật, Tsukūru, là một cách chơi chữ trộn từ tiếng Nhật tsukuru (作), có nghĩa là "tạo ra" hoặc "tạo ra", với tsūru (ー), phiên âm tiếng Nhật của từ "công cụ" tiếng Anh.
Sê-ri RPG Maker ban đầu được phát hành chủ yếu ở Nhật Bản, trước khi các phiên bản sau này cũng được phát hành ở Đông Á, Bắc Mỹ, Châu Âu và Úc. Nó là một công cụ phát triển trò chơi phổ biến, với hàng trăm trò chơi được tạo bằng RPG Maker được phát hành trên Steam mỗi năm, bao gồm hàng trăm trò chơi thương mại.

## Phiên bản dành cho PC
RPG Maker là một phần mềm cho phép người dùng tự tạo ra một trò chơi nhập vai. Đa phần các phiên bản đều bao gồm tileset công cụ vẽ bản đồ (tileset được gọi là chipsets trong phiên bản trước - XP), một bảng điều chỉnh ngôn ngữ kịch bản đơn giản để tạo sự kiện, và một bảng điều chỉnh chiến đấu. Tất cả các phiên bản đều bao gồm tilesets, nhân vật, và các sự kiện được tạo sẵn để có thể sử dụng cho việc tạo trò chơi mới. một trong những tính năng dành cho phiên bản PC của RPG Maker là người dùng có thể thêm tileset và nhân vật mới, và thêm bất cứ đồ hoạ nào họ muốn.
Mặc dù phần mềm hướng đến việc tạo ra trò chơi nhập vai, RPG Maker cũng có khả năng tạo các trò chơi thuộc các thể loại khác, chẳng hạn như những trò chơi phiêu lưu (xem Yume Nikki), trò chơi có cốt truyện hay tiểu thuyết trực quan. Một số trò chơi điện tử làm bởi RPG Maker (xem Super Columbine Massacre RPG! và Heartbeat) gây ra sự tranh cãi của nhiều người chơi.

### RPG Tsukūru Dante 98
Theo Enterbrain, RPG Tsukūru Dante 98, phát hành vào 17 tháng 12, 1992, là phiên bản đầu tiên của dòng RPG Maker, mặc dù trước đó đã có một vài phiên bản phần mềm RPG Maker của nhóm ASCII, ra đời từ năm 1988. Cùng với đó, RPG Tsukūru Dante 98 II, được làm cho dòng máy NEC PC-9801, và trò chươi được tạo ra bởi phần mềm này có thể chơi trên hệ điều hành Windows với trình giả lập Dante cho Windows và D2win. RPG Maker là một sản phẩm đến từ các chương trình khác nhau mà Công ty ASCII đã bao gồm cả ASCII cùng với mã của những người dùng khác được gửi đến nó, công ty đã quyết định mở rộng và xuất bản thành bộ công cụ tạo trò chơi độc lập.

### RPG Maker 95
RPG Maker 95 là phần mềm RPG Maker đầu tiên dành cho hệ điều hành Microsoft Windows. Dù là phiên bản sớm nhất, RPG Maker 95 có độ phân giải màn hình cũng như hình ảnh cao hơn các phiên bản sau đó 

### RPG Maker 2000
RPG Maker 2000, còn được gọi là RM2k, là phiên bản được phát hành thứ hai của  RPG Maker cho Microsoft Windows và là chương trình RPG Maker phổ biến và được dùng nhiều nhất cho đến nay. Trong khi RM2k có nhiều tính năng hơn, nó có độ phân giải thấp hơn RPG Maker 95. Tuy nhiên, nó không thể thay đổi giới hạn mặc định của kích thước sprite. Không như RM95, RM2k có thể sử dụng số lượng sprite sheets không giới hạn với kích cỡ riêng biệt.  Các tilesets cũng không bị hạn chế kích thước. Tuy nhiên, vì ô gạch tileset phải ở trong bảng điều khiển cơ sở dữ liệu(Database), nó sẽ bị giói hạn kích thước ô gạch.  Tuy nhiên nó hiếm khi gây ra vấn đề. Phần mềm không hỗ trợ văn bản đầu ra và chỉ có thể lập trình bởi 2 phím, Z và X. Có văn bản trong các hộp thoại hoặc trên bản đồ nhưng lại không rõ ràng trên màn hình.

### RPG Maker 2003
RPG Maker 2003, hay còn được gọi là RM2k3, đôi khi gọi là RM2k/3, là một phiên bản cỉa tiến rất nhiều so với RM2k. Trò chơi được tạo ra bởi RM2k có thể chuyển sang RM2k3 (nhưng không thể chuyển ngược lại sang RM2k), và đa phần tài nguyên có thể hoán đổi.  Điều khác biệt nhất chính là về sự giới thiệu của hệ thống chiến đấu sidewiew (hệ thống chiến đấu cho phép nhìn thấy cả người chơi  khi chiến đấu trong dòng game RPG) giống như tựa game Final Fantasy trò chơi trên Super NES và Sony PlayStation. Đây là phiên ản đầu tiên được làm bởi Enterbrain khi có một phần giúp đỡ của ASCII.

### RPG Maker XP
RPG Maker XP, hay còn được gọi là RMXP, là phiên bản RPG Maker đầu tiên có thể sử dụng nggon ngữ Ruby, khiến nó trở nên mạnh mẽ hơn các phiên bản trước. Tuy nhiên, rất nhiều tính năng trong RM2k(3) đã bị loại bỏ. Tuy nhiên, hầu hết các tính năng này đã được lập trình với Ruby và được phân phối trực tuyến. RMXP chạy với kích cỡ màn hình 1024x768 (mặc dù các trò chơi được tạo bơi RMXP chạy ở kích thước 640x480), đồng thời cung cấp diện tích có thể chơi được gấp bốn lần so với những phiên bản trước. Theo mặc định, trò chơi sẽ chạy 40 khung ảnh trong 1 giây, tuy nhiên có thể  sửa đổi mã lệnh của trò chơi để đặt tốc độ khung hình thành bất kỳ giá trị nào. Ngoài ra, nó cho phép người dùng điều chỉnh nhiều hơn kích thước sprite (không quy định kích thước cụ thể cho các sprite) và các khía cạnh khác của việc thiết kế trò chơi. Với tính năng mở này, cùng với việc bao gồm Hệ thống kịch bản trò chơi Ruby (RGSS), làm cho RPG Maker XP trở nên linh hoạt hơn các phiên bản cũ  trong sê-ri, tuy nhiên sẽ khiến người dùng phải chuyên tâm tìm hiểu nhiều hơn so với các phiên bản cũ.

### RPG Maker VX
RPG Maker VX, còn được gọi là RMVX, được phát hành tại Nhật Bản vào ngày 27 tháng 12, 2007, và phiên bản chính thức tại Mỹ được phát hành vào 29 tháng 2, 2008. Phiên bản mới này sở hữu giao diện thân thiện hơn với người dùng, cho phép người dùng tạo ra trò chơi mới một cách dễ dàng. Tỷ lệ khung hình cũng đã được tăng lên thành 60 khung ảnh trong một giây, cung cấp hoạt ảnh mượt hơn so với RMXP. Ngôn ngữ Ruby vẫn có thể được sử dụng trong phiên bản này, và chương trình mặc định của trò chơi đã được cải tiến để cho phép chèn nhiều đoạn script hơn so với phiên bản cũ. Sở hữu công cụ chỉnh sửa mới và RTP(Run-time Package, với phong cách đơn giản. Hệ thống chiến đấu mặc định có thể so sánh với Dragon Quest hoặc phiên bản trước: RM2k, với góc nhìn đối diện kẻ thù và đồng thời có hộp thoại mô tả mọi hành động diễn ra trong trận chiến. Tuy nhiên, một nhược điểm đáng chú ý từ phiên bản này là thiếu hỗ trợ cho ô tileset khi tạo bản đồ, khiến người chơi chỉ có một số lượng giới hạn ô tileset để mô tả tất cả các môi trường của trò chơi. Đã có nhiều người dùng nghĩ ra những giải pháp khắc phục, nhưng đây vẫn là một nhược điểm vô cùng nghiêm trọng đối với người dùng RMVX.

### RPG Maker VX Ace
RPG Maker VX Ace, hay còn gọi là VXAce hoặc đơn giản là "Ace", được phát hành bởi Enterbrain tại Nhật Bản vào 15 tháng 12, 2011. Phiên bản này được phát hành tại Mỹ vào  15 tháng 3, 2012 với khả năng tải xuống kỹ thuật số. Sau đó phiên bản này được cung cấp thông qua Steam, và có sẵn hiện này ở dạng đĩa CD. RPG Maker VX Ace là một phiên bản cải tiến của RPG Maker VX, và giải quyết vấn đề bản đồ với hệ thống tileset đa dạng. Nền chiến đấu đã được sửa lại, và được chia thành nửa trên và dưới. Phép thuật, kỹ năng, và vật phẩm có giá trị sát thương và hồi phục riêng biệt, mặc dù chức năng tính giá trị cơ bản ở các phiên bản cũ hơn vẫn có sẵn. VX RTP đã được thiết kế lại cho VX Ace, đồng thời bao gồm hiệu ứng âm thanh đa dạng. Với  VX Ace , đã có một lượng lớn các gói tài nguyên DLC do Enterbrain cung cấp, cũng có sẵn thông qua Steam.

### RPG Maker MV
Phát hành bởi Degica vào 23 tháng 10, 2015, RPG Maker MV có một sự thay đổi lớn so với các phiên bản khác, hỗ trợ ảnh đa nền, hệ thống chiến đấu sideview, và độ phân giải cao. Đây là phiên bản RPG Maker đầu tiên có thể sử dụng JavaScript thay vì Ruby, với khả năng sử dụng trình cắm. Trò chơi được làm có thể chơi trên máy tính PC hoặc thiết bị di động. RPG Maker MV đồng thòi cũng sở hữu chức năng sử dụng các ô tileset nhiều lớp, một tính năng đã bị loại bỏ trong  RPG Maker VX  và  VX Ace . Tuy nhiên, không như RMXP cho phép người dùng chọn lớp được sử dụng để vẽ bản đồ, RPG Maker MV tự động sử dụng lớp ở trên các ô tileset khác. Nó cũng ra mắt trên máy chơi trò chơi điện tử với tên RPG Tsukūru MV Trinity. Ban đầu phiên bản này được thông báo là chỉ có sẵn trên nền tảng PlayStation 4 và Nintendo Switch nhưng sau đó được thông báo là hỗ trợ thêm nền tảng Xbox One. Tuy nhiên nó đã bị xoá sau đó. Được phát hành trên Nintendo Switch và PlayStation 4 tại Nhật Bản vào 15 tháng 11, 2018, và dự định phát hành tại Bắc Mỹ vào 8 tháng 9, 2020, và ở Châu Âu vào 11 tháng 9, 2020.

### RPG Maker MZ
RPG Maker MZ được công bố vào tháng 6, 2020. RPG Maker MZ là một sự thành công lớn so với RPG Maker MV. Đoạn phim giới thiệu đã nhận về nhiều ý kiến trái chiều, các nhà phê bình nhấn mạnh rằng nó gần như không khác gì RPG Maker MV. Phiên bản nâng cấp MZ bao gồm cả Effekseer Hệ thống hoạt ảnh Effekseer và hệ thống tự động lưu trò chơi, những thứ mà rất nhiều người dùng đã yêu cầu trước đây. Phiên bản này đã được phát hành trên toàn cầu vào 20 tháng 8, 2020. Cũng như MV, MZ cho phép người dùng sử dụng trình cắm thuộc ngôn ngữ JavaScript. Kể từ khi được phát hành, RPG Maker MZ đã nhận được nhiều đánh giá từ người dùng, họ ủng hộ sự trở lại của cơ chế lớp từ XP và các tính năng tăng cường; mặc dù tương tự với phiên bản trước đó,  RPG Maker MV , đã nhận về nhiều ý kiến trái chiều tương tự như đoạn giới thiệu đầu tiên của RMMZ.

### RPG Maker Unite
Phiên bản này được thông báo là phần mềm RPG Maker dựa trên Unity